# 乌拉部故城
乌拉部故城，位于中国吉林省吉林市龙潭区乌拉街满族镇旧街村，是明代海西女真乌拉国都城——乌拉城。
城池可追溯至1140年代开始修筑的洪尼罗城。渤海国时期，在今旧街西北1公里处的松花江畔曾修建有一座古城。1140年代，因松花江水灾，迁址于洪尼，故称洪尼罗城，又称哈思呼贝勒城。16世纪时，乌拉首任国主布颜开始修建乌拉城。城池由内、中、外三道城墙组成。
万历四十一年（1613年）正月，乌拉城之战，乌拉国灭亡，乌拉城亦毁于这场战事。康熙四十年（1701年），打牲乌拉总管穆克登在今乌拉街镇新建城池，即乌拉新城。当地民众将乌拉城称为“旧街”、“老城里”。或将老城称为大城子。1961年4月13日，以乌拉古城之名列为吉林省文物保护单位。该文物保护单位由吉林市文管办管理。2013年，中国国务院以“乌拉部故城”之名列入第七批全国重点文物保护单位（古遗址）。